# Pädagogienstraße

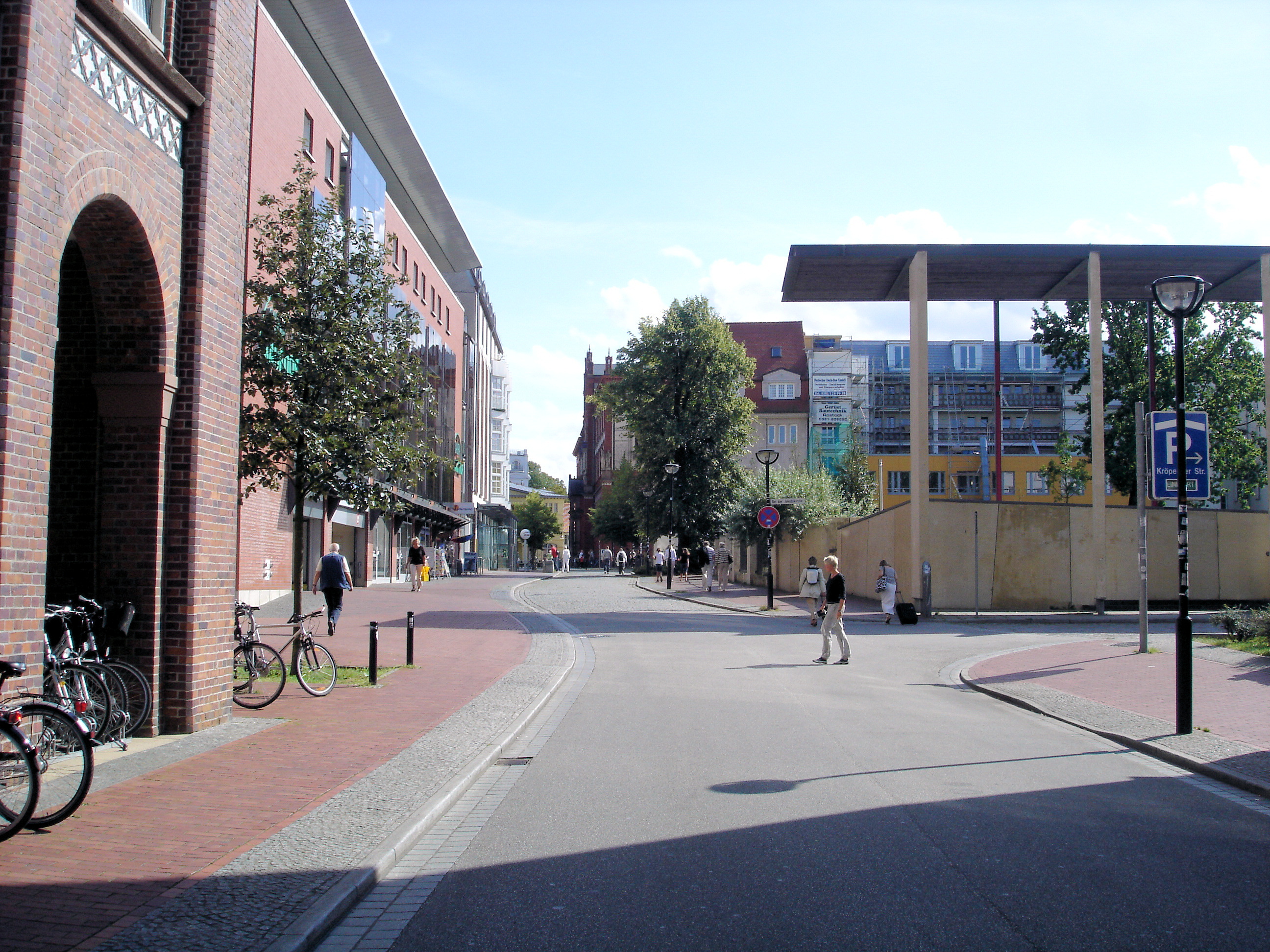
Pädagogienstraße von der Langen Straße aus

Die Pädagogienstraße in Rostock ist eine Straße im historischen Stadtkern der Hansestadt. Sie verbindet in Nord-Süd-Richtung den Universitätsplatz mit der Langen Straße. Über die Straßen Zur Himmelspforte und Bei der Jakobikirche ist sie mit der Apostelstraße verbunden. Sie ist für den Kraftverkehr zugelassen.

## Geschichte
Die Pädagogienstraße ist Teil der einstigen Rostocker Neustadt, die die Straßenstruktur eines Gitternetzes hatte. In diesem Netz ist sie eine der Straßen, die die heutige Lange Straße mit der heutigen Kröpeliner Straße bzw. dem Universitätsplatz verbinden. Im Jahre 1493 (also recht spät) ersterwähnt, trug sie ursprünglich den lateinischen Namen In vico versus paedagogiam, was so viel wie „Straße nach dem Pädagogium“ bedeutete. Dieses namensgebende Pädagogium war eine Art Studentenwohnheim, da sich die Pädagogienstraße in unmittelbarer Nähe zu Einrichtungen der Universität, wie dem Auditorium Magnum und dem Weißen Kolleg, befand. Dieses Pädagogium hatte seine Blütezeit im 16. Jahrhundert. Erst 1684 wurde per Ratsbeschluss die deutsche Bezeichnung Pädagogienstraße verbindlich. Neben der Universität war auch die unmittelbare Nähe zur Rostocker Jakobikirche für die Geschichte der Pädagogienstraße maßgeblich, deren gerader Chorabschluss sich an der sonst unbebauten Westseite der Straße erhob. Auch gelangte man über die Pädagogienstraße auf den Kirchhof von St. Jacobi, der sich südlich der Kirche befand. Dementsprechend wohnten in der Pädagogienstraße zahlreiche Professoren der Theologie.
Beim Vier-Nächte-Bombardement der britischen Luftwaffe Ende April 1942 wurde die Pädagogienstraße völlig zerstört, die nahe Jakobikirche brannte aus und verlor ihren Turmhelm. Nach einer unsachgemäßen Sprengung eines nahen Bunkers stürzte 1947 ihr Kirchenschiff ein, der Schutt wurde abtransportiert. Die gesamten 1950er Jahre hindurch standen der Kirchturm und Reste des Chores als Ruinen, eine Sicherung oder ein Wiederaufbau wurden nicht vorgenommen. 1960 wurden diese Ruinen endgültig beseitigt. Seit 2003 erinnert ein Park an den Sakralbau. Die Pädagogienstraße selbst versah man auf ihrem Südabschnitt mit schlichten Wohnbauten, während im Norden die Rückseite des ehemaligen Centrum-Warenhauses entstand, in dem sich auch heute noch ein Kaufhaus befindet, zu dessen Tiefgarage man über die Pädagogienstraße gelangt. 
Koordinaten: 54° 5′ 21″ N, 12° 8′ 0″ O